# Churu (Distrikt)
Der Distrikt Churu (Hindi चूरू जिला) ist ein Distrikt im westindischen Bundesstaat Rajasthan.
Der Distrikt liegt in der Wüste Thar im Norden von Rajasthan. Vor der Unabhängigkeit Indiens 1947 war das Gebiet Teil des Fürstenstaates Bikaner. Der Distrikt Churu wurde 1948 ins Leben gerufen und hatte anfangs die drei Tehsils Churu, Rajgarh und Tarangar.
Die Fläche beträgt 13.835 km².
Verwaltungssitz ist die gleichnamige Stadt Churu.

## Bevölkerung
Die Einwohnerzahl lag beim Zensus 2011 bei 2.039.547, 10 Jahre zuvor betrug sie noch 1.923.878.
Das Geschlechterverhältnis lag bei 940 Frauen auf 1000 Männer.
Die Alphabetisierungsrate betrug 66,75 % (78,78 % bei Männern, 54,04 % bei Frauen).
87,17 % der Bevölkerung waren Anhänger des Hinduismus, 12,24 % Muslime.

## Natur

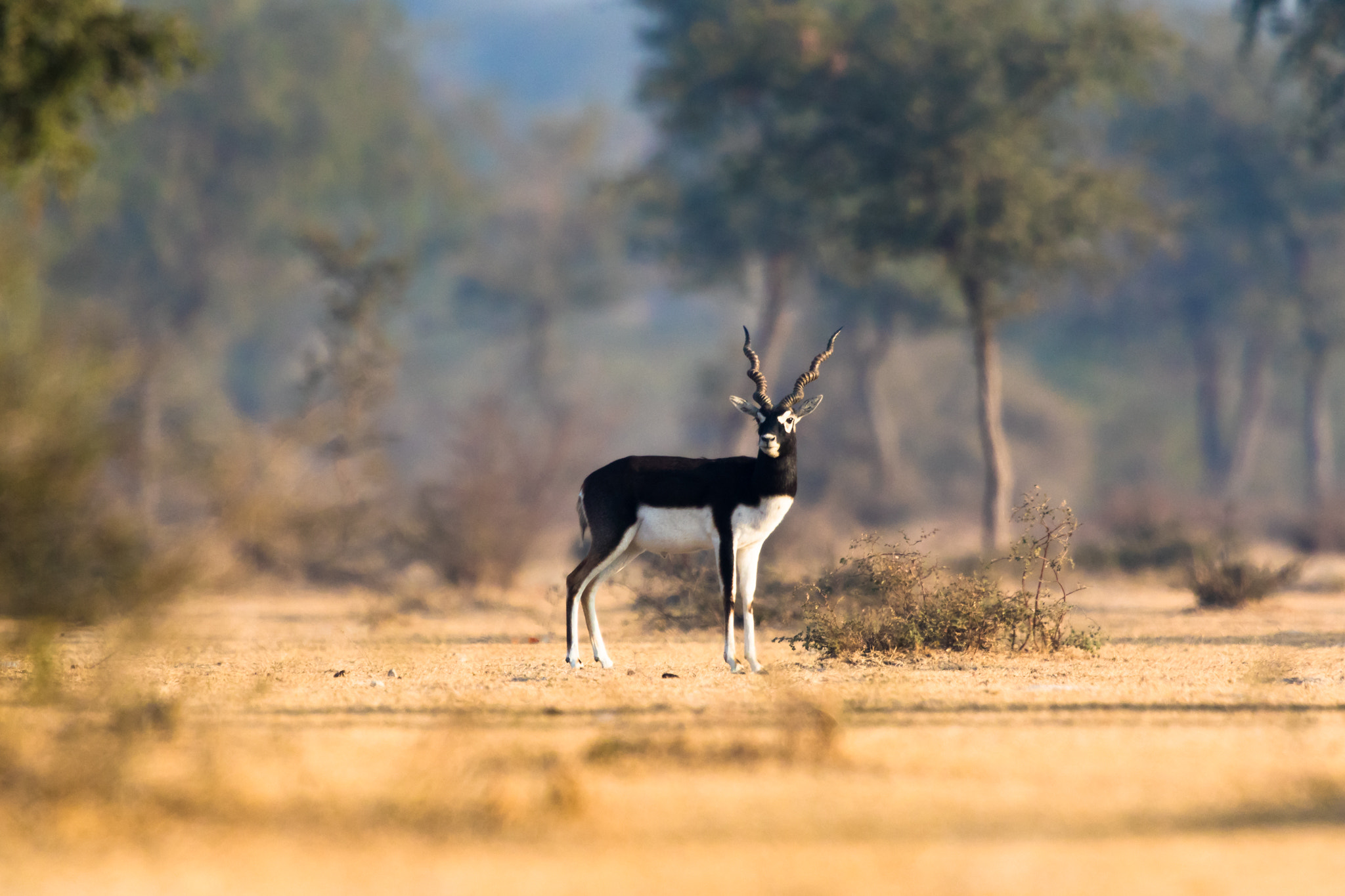
Hirschziegenantilope im Tal Chhapar-Reservat

Nahe dem Ort Chhapar liegt ein kleines Naturschutzgebiet, das Tal Chhapar-Reservat, das Heimat zahlreicher Vögel und der Hirschziegenantilope ist.

## Verwaltungsgliederung
Der Distrikt ist in 6 Tehsils gegliedert:
- Churu
- Rajgarh
- Ratangarh
- Sardarshahar
- Sujangarh
- Taranagar

Die Stadt Churu besitzt den Status eines Municipal Council.
Städte vom Status einer Municipality sind:
- Bidasar
- Chhapar
- Rajaldesar
- Rajgarh
- Ratangarh
- Ratannagar
- Sardarshahar
- Sujangarh
- Taranagar